# Calle Ben Yehuda

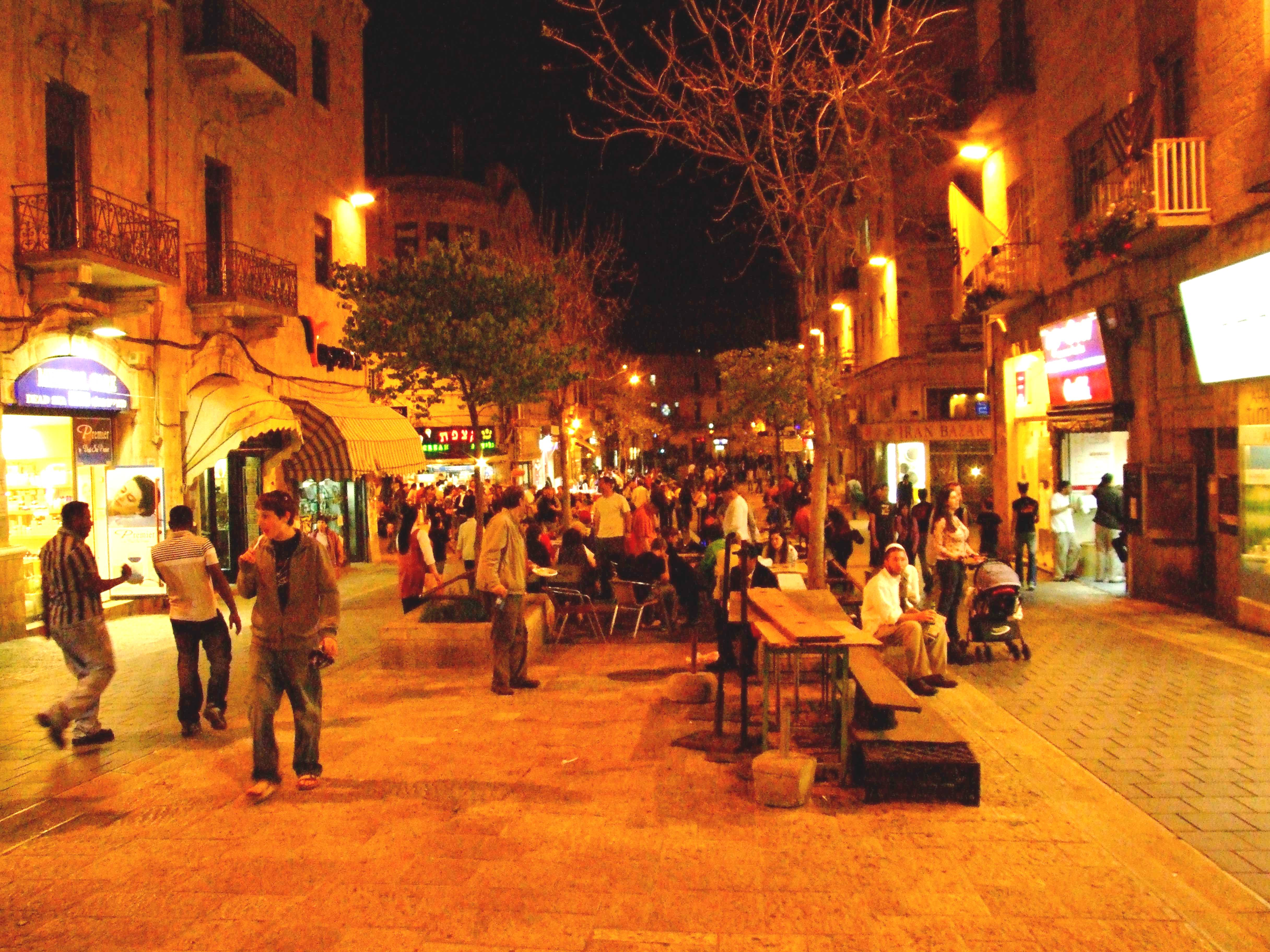
La Calle Ben Yehuda por la noche

La Calle Ben Yehuda (en hebreo: רחוב בן יהודה‎), conocida como "Midrachov" (en hebreo: מדרחוב‎) es una calle importante en el centro de Jerusalén, Israel. Junto con Calle de Jaffa y la Calle del Rey Jorge  forma el distrito financiero Downtown Triangle. En la actualidad es una calle peatonal cerrada al tráfico rodado. La calle discurre desde la intersección de la Calle del Rey Jorge hasta la Plaza de Sion y la Calle de Jaffa. La calle se llama así en honor al fundador del hebreo moderno, Eliezer Ben-Yehuda.

## Historia

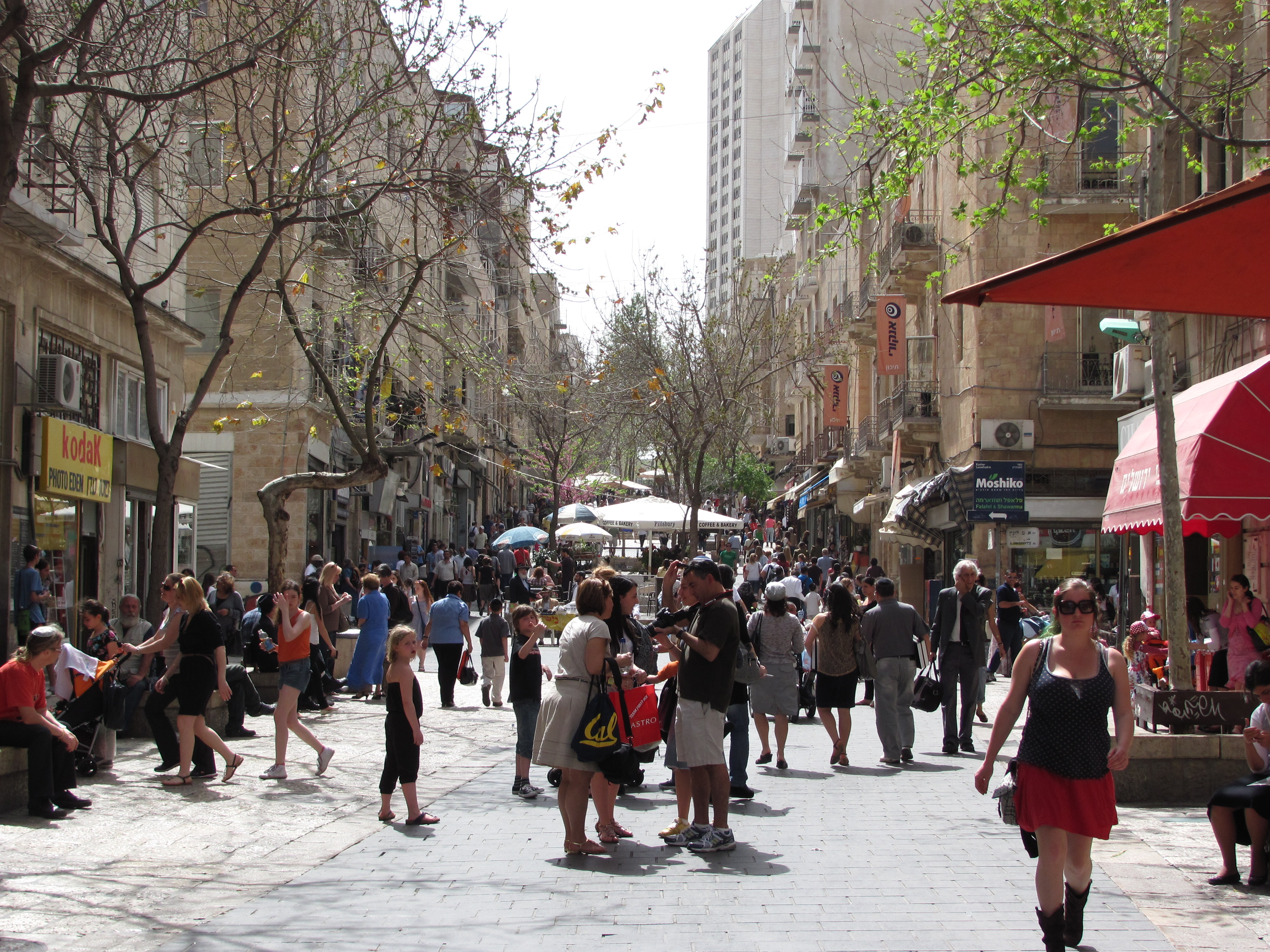
La Calle Ben Yehuda de día

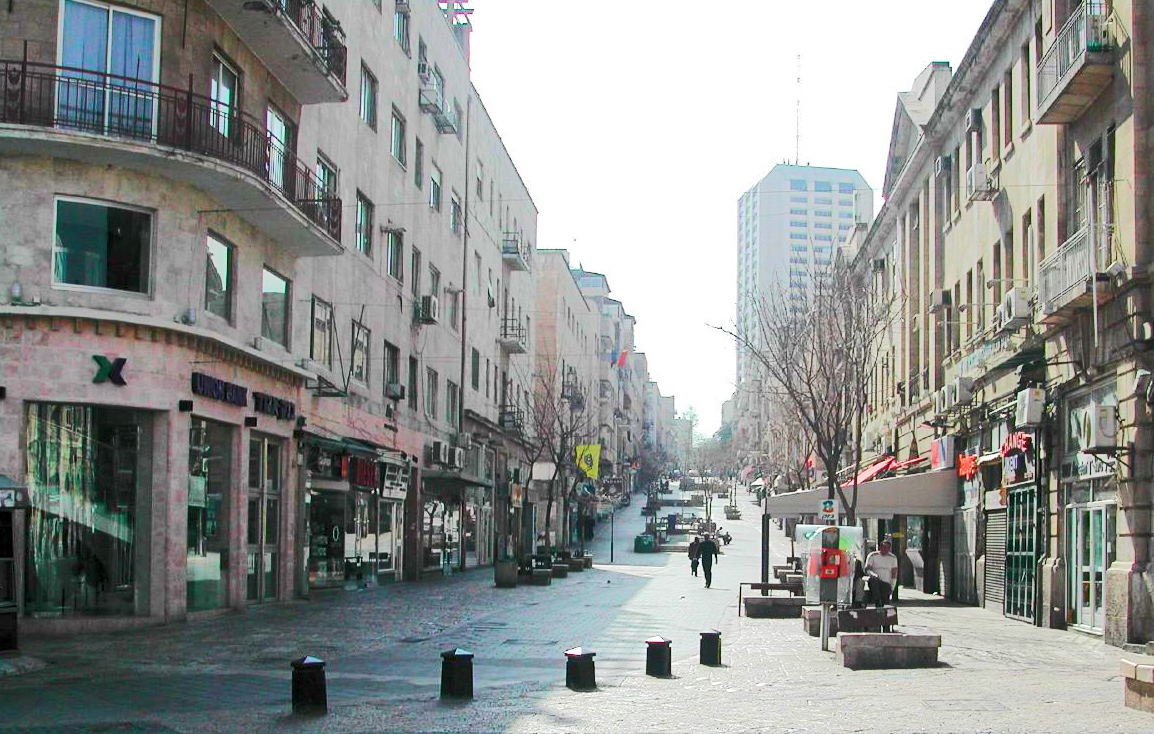
La Calle Ben Yehuda en Shabbat, cuando las tiendas están cerradas (vista desde la Plaza de Sion)

La Calle Ben Yehuda fue una calle importante de Jerusalén antes incluso de la fundación del estado. Como es una vía muy transitada, ha sido un objetivo para atentados terroristas.
En 1983, la calle se cerró al tráfico rodado. En hebreo se llama midrachov (calle peatonal, un neologismo hebreo formada con las palabras "midracha" [acera] y "rechov" [calle]. Muchos establecimientos se dirigen a los turistas. La calle está llena de tiendas de recuerdos y objetos judíos y cafeterías, y los músicos callejeros tocan aquí todo el día. Fue considerada durante mucho tiempo el "centro laico de Jerusalén," pero desde la década de 2000, jóvenes judíos ortodoxos se han unido a la mezcla de turistas y lugareños.
El club de la comedia Off the Wall Comedy Empire (también conocido como Off the Wall Comedy Basement) se sitúa en el sótano del número 34 de la Calle Ben Yehuda.